# James P. Leape
James P. Leape (* 1956) ist ein US-amerikanischer Jurist und Umweltschützer.

## Leben
James Leape absolvierte das Harvard College und studierte dann Rechtswissenschaften an der Harvard Law School.
Er begann seine Karriere als Anwalt für Umweltrecht und wirkte bei Umweltschutzprozessen in den Vereinigten Staaten mit. Er beriet das Umweltprogramm der Vereinten Nationen (UNEP) in Nairobi, Kenia. Er war Mitverfasser eines führenden Kommentars zum amerikanischen Umweltrecht. 1989 kam er zum amerikanischen World Wildlife Fund, WWF, und leitete dort als Generalbevollmächtigter zehn Jahre lang weltweite Naturschutzprogramme. Dabei half Leape mit, die globale Strategie des WWF-Netzwerks zu entwickeln und den WWF in verschiedenen internationalen Gremien vertreten. Von 2001 bis 2005 war Leape Leiter des Naturschutz- und Wissenschaftsprogramms der David and Lucile Packard Foundation, einer großen Wohltätigkeitsstiftung in den USA.
Von 2005 bis 2014 war James P. Leape als Generaldirektor des World Wide Fund For Nature (WWF International) mit Sitz in Gland tätig.